# Sturgeons openbaring
Sturgeons openbaring, ook bekend als de wet van Sturgeon (Engels: Sturgeon's law), is een adagium dat luidt: "90 procent van alles is troep".
Het heeft zijn oorsprong in een toespraak die de Amerikaanse sciencefictionauteur en criticus Theodore Sturgeon deed in 1951 en later nog eens in 1953. Hoewel Sturgeon kwam met een ander adagium dat hij "de wet van Sturgeon" noemde, namelijk "Niets is altijd absoluut zo", is het toch de "90 procent van alles is troep" dat uiteindelijk bekend werd als de "wet van Sturgeon".
Sturgeon merkte op dat critici van sciencefiction alsmaar klaagden dat het voor 90 procent rommel was, waarbij ze de slechtste voorbeelden gebruikten om dat te staven, terwijl van andere zaken, zoals films, consumentengoederen, literatuur en kunstvoorwerpen, net zo goed opgemerkt kon worden dat het overgrote deel troep was en dat er maar zo'n 10 procent echt de moeite waard was. Daarmee verschilde sciencefiction dus niet wezenlijk van andere kunstvormen.
Zoals de aangepaste versie, "Niets is altijd absoluut zo", impliceert, is de kern van deze openbaring dus niet enkel dat het merendeel van alles rotzooi is, maar ook het tegenovergestelde: als 90 procent van alles rotzooi is, in alle gebieden, dan wil dit ook zeggen dat, zelfs in gebieden die in het algemeen als volledig minderwaardig beschouwd worden (zoals fanfictie or stationsromans), er nog altijd tien procent is die wél de moeite waard kan zijn.